# Oncidium warszewiczii
Oncidium warszewiczii är en orkidéart som beskrevs av Heinrich Gustav Reichenbach. Oncidium warszewiczii ingår i släktet Oncidium och familjen orkidéer. Inga underarter finns listade i Catalogue of Life.